# Mesocco
Mesocco (rétorománsky Mesauc, německy Misox) je obec ve švýcarském kantonu Graubünden, okresu Moesa. Nachází se v údolí řeky Moesa, asi 56 kilometrů jihozápadně od kantonálního hlavního města Churu, v nadmořské výšce 769 metrů. Žije zde přibližně 1 300 obyvatel.
Nad Mesoccem se nachází průsmyk San Bernardino, jeden z nejvýznamnějších průsmyků v Alpách.

## Geografie
Mesocco je hlavní obcí údolí Val Mesolcina. K obci Mesocco patří jako místní části vesnice Pian San Giacomo (1170 m n. m.) a San Bernardino (1626 m n. m.). Jižně od obce se na skalnatém ostrohu tyčí hrad Castello di Mesocco, který dominuje údolí. Pod zříceninou stojí kostel Santa Maria del Castello, který je významný díky měsíčním malbám velké umělecké hodnoty.
Obec se rozkládá až po vrchol Tambohorn (3279 m n. m.) na hlavním alpském hřebeni, který zde tvoří hranici s Itálií. Sousedními obcemi jsou Rheinwald, Rossa a Soazza v kantonu Graubünden, Serravalle v kantonu Ticino a Madesimo, Campodolcino a San Giacomo Filippo v italské provincii Como.

## Historie

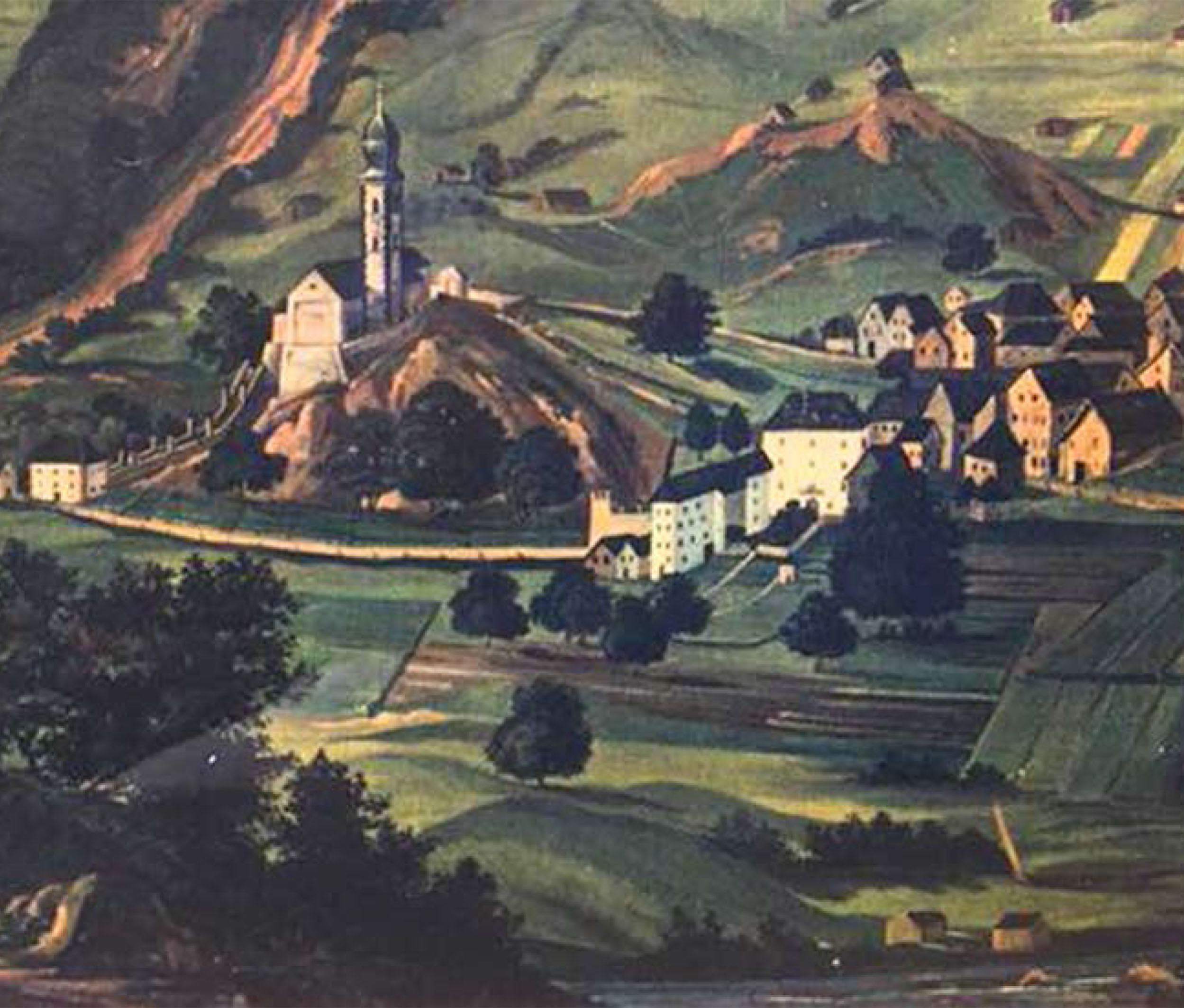
Mesocco (vyobrazení z roku 1842)

Mesocco bylo osídleno již v období neolitu (4500 př. n. l.). Mezolitické nástroje z křemene a keramika byly nalezeny v neolitickém ohništi při stavbě dálnice A13. Trvalejší osídlení pochází z doby bronzové a předřímské doby železné. V obci bylo vykopáno rozsáhlé pohřebiště z první doby železné. Na kopci Gorda se nacházelo římské sídliště a hroby z raného středověku. První zmínka o obci pochází z 9. století. V roce 1203 se objevuje jako Mesoco a v roce 1383 jako Misogg; později se z něj stalo německé Misox a románský Mesauc.

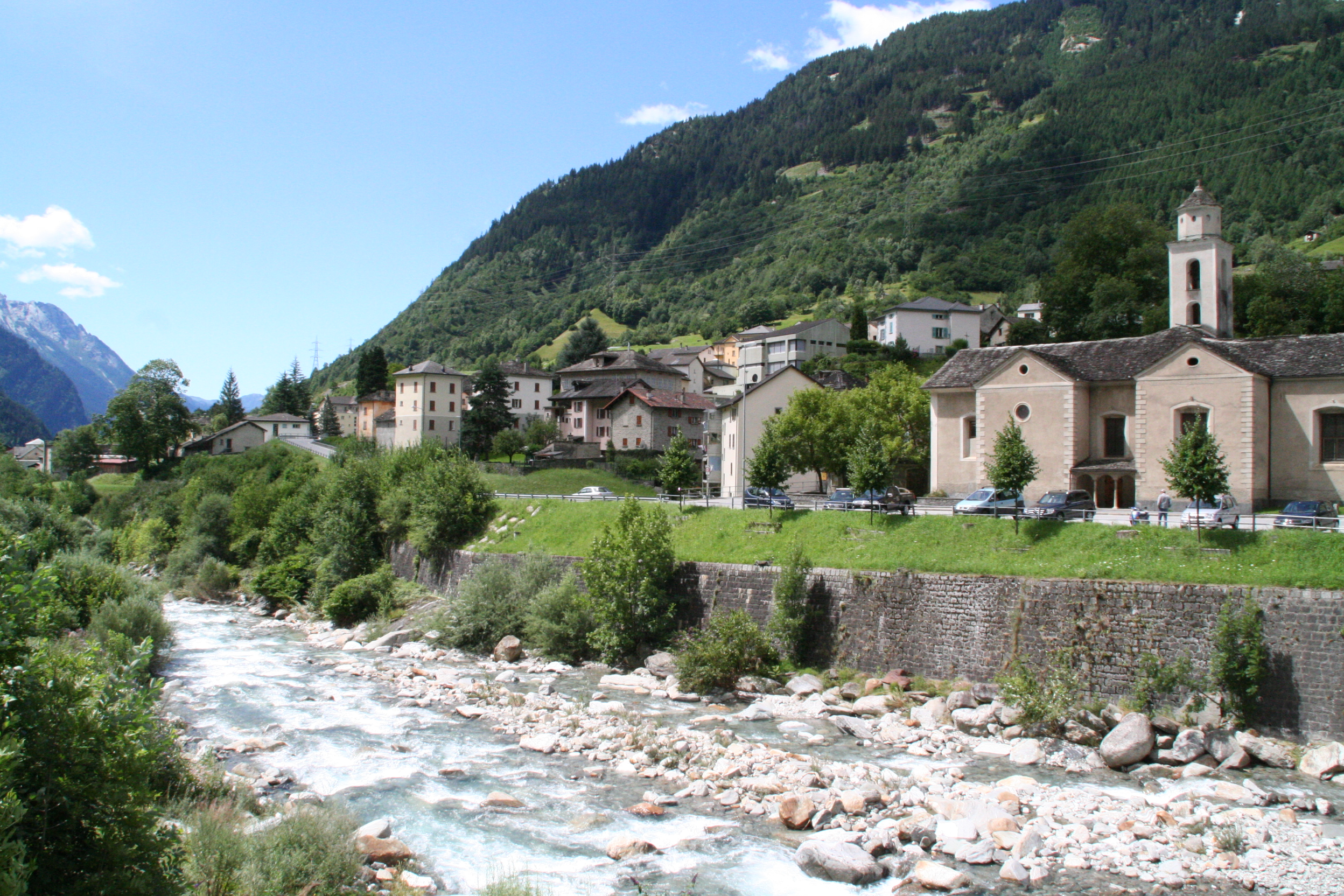
Centrum obce s řekou Moesa

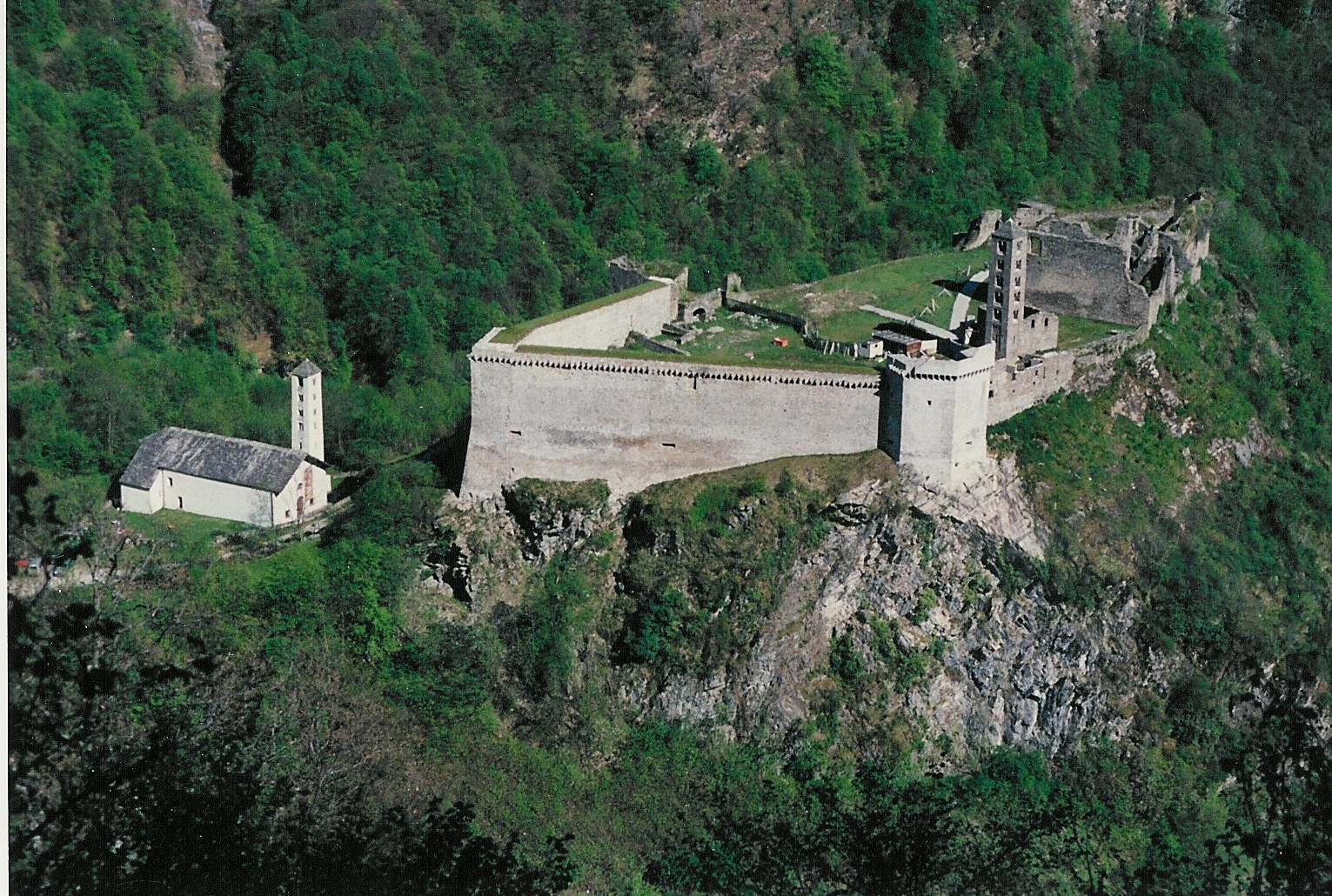
Hrad Castello di Mesocco

Zříceniny hradu Castello di Mesocco jsou stále patrné; hrad sloužil jako sídlo moci baronů ze Sax-Misox v letech 1100–1480 a Trivulzio, tehdejších pánů z Misoxu, v letech 1480–1549. V roce 1219 je pod hradem zmiňován kostel sv. Marie s cennými freskami z roku 1450 z dílny Seregnesi. Farní kostel sv. Petra a Pavla je rovněž doložen v roce 1219, v 17. století byl upraven a v roce 1959 renovován.
Mesocco bylo nejsevernější ze čtyř oblastí (italsky squadre) vrchního soudu oblasti Misox a dělilo se na čtyři degagne Crimeo, Cebbia, Andergia a Darba, z nichž každou vedl konzul. V roce 1480 se Mesocco a Soazza z vlastní vůle připojily k Šedé lize. Kostel sv. Rocha s připojeným hospicem je doložen od roku 1538 a kapucíni zde pracují a žijí od roku 1668. Nejznámější z mnoha kaplí jsou San Giacomo, poprvé zmiňovaná v roce 1419, a San Giuseppe v Andergii, která sloužila jako místo setkávání protestantů během reformace, a San Giovanni Nepomuceno v osadě Cebbia, která byla zničena povodní v roce 1978 a poté znovu postavena.
V roce 1549 přišel do oblasti Misox, do Rovereda a Mesocca reformátor Giovanni Beccaria, který uprchl z Locarna, kde působil jako protestantský učitel a kazatel. V roce 1555 odešel s protestantskými uprchlíky z Locarna do exilu v Curychu. V roce 1559 se vrátil do Mesocca a pokračoval ve své učitelské a kazatelské činnosti v údolí, aby sloužil vznikajícím evangelickým sborům. V roce 1561 byl kvůli katolickému zásahu do protireformace vypovězen z Mesocca a uprchl do tolerantnější Chiavenny a v roce 1571 do Bonda, kde působil jako reformovaný pastor.
Četné patricijské domy pocházejí z 19. století a některé i z dřívější doby. Po druhé světové válce byly postaveny vodní elektrárny Isola a Spina, v 60. letech byla vybudována dálnice A13, v roce 1967 byl otevřen tunel San Bernardino a byla vybudována turistická infrastruktura v San Bernardinu, takže oblast Misox a obec Mesocco zažily hospodářský rozmach. Přesto si zemědělství a chov hospodářských zvířat zachovaly svůj význam a na některých vysokohorských pastvinách se nadále pase skot, kozy, ovce a prasata.
V místní části Cebbia byl 7. srpna 1978 při prudké povodni řeky Moësa zničen vesnický kostel San Giovanni Nepomuceno. Další sesuv půdy zasáhl dálnici A13, takže bahno a sutiny zablokovaly tunel vedoucí přímo pod farním kostelem.

## Obyvatelstvo
| Vývoj počtu obyvatel | Vývoj počtu obyvatel | Vývoj počtu obyvatel | Vývoj počtu obyvatel | Vývoj počtu obyvatel | Vývoj počtu obyvatel | Vývoj počtu obyvatel | Vývoj počtu obyvatel | Vývoj počtu obyvatel | Vývoj počtu obyvatel | Vývoj počtu obyvatel | Vývoj počtu obyvatel | Vývoj počtu obyvatel | Vývoj počtu obyvatel | Vývoj počtu obyvatel | Vývoj počtu obyvatel |
| -------------------- | -------------------- | -------------------- | -------------------- | -------------------- | -------------------- | -------------------- | -------------------- | -------------------- | -------------------- | -------------------- | -------------------- | -------------------- | -------------------- | -------------------- | -------------------- |
| Rok                  | 1701                 | 1773                 | 1802                 | 1850                 | 1900                 | 1950                 | 2000                 | 2010                 | 2011                 | 2012                 | 2013                 | 2014                 | 2015                 | 2020                 |                      |
| Počet obyvatel       | 1013                 | 921                  | 862                  | 1182                 | 1173                 | 1150                 | 1201                 | 1225                 | 1240                 | 1260                 | 1297                 | 1308                 | 1349                 | 1323                 |                      |

Údolí Moesa je jednou z italsky mluvících oblastí kantonu Graubünden. Převážná většina obyvatel obce tak hovoří italsky.

## Doprava

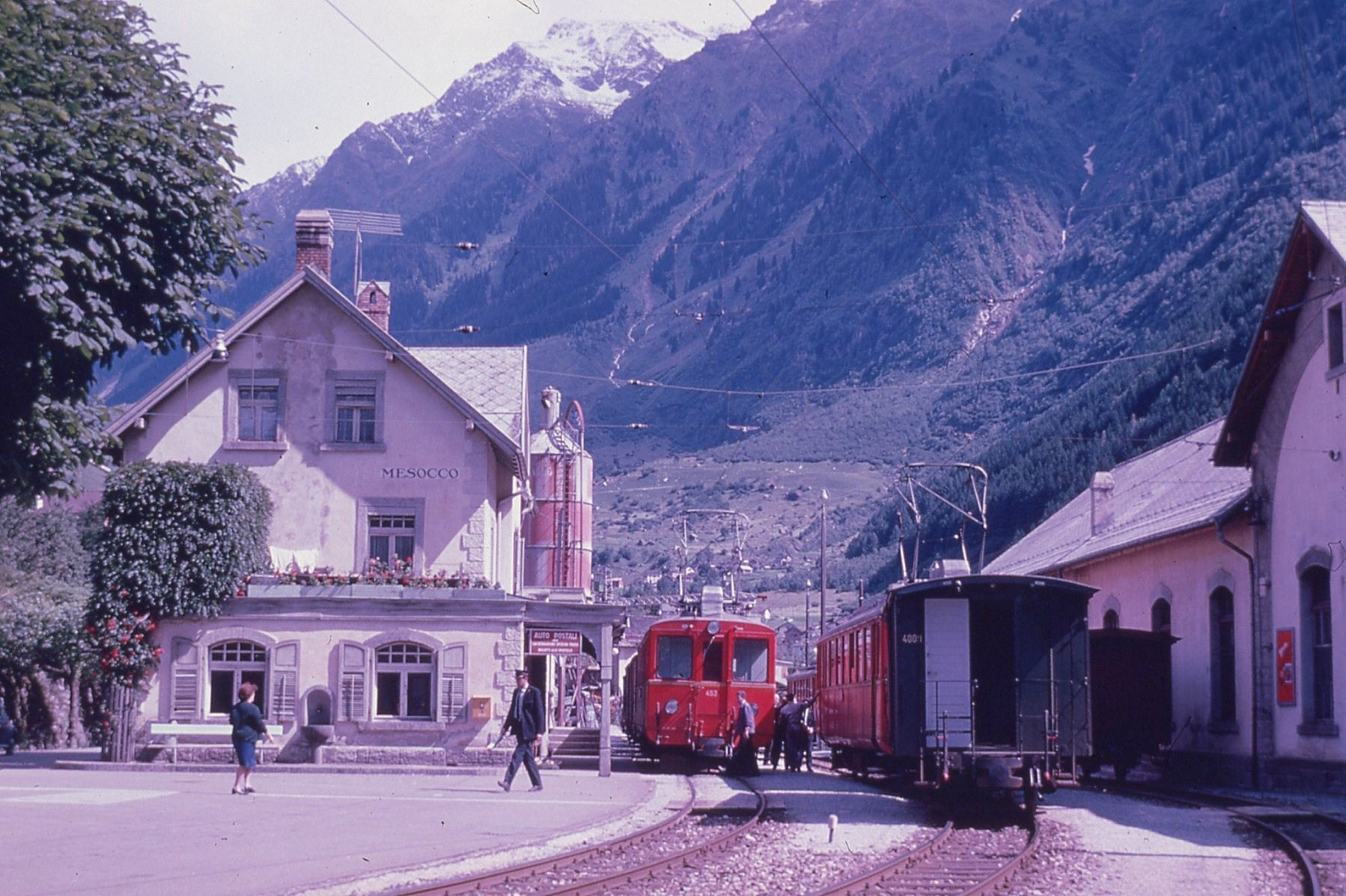
Vlak ve stanici Mesocco na snímku z roku 1969

Mesocco leží na kantonální hlavní silnici č. 13. Západně od obce vede také dálnice A13 v trase St. Margrethen – Chur – Bellinzona. 
Železniční spojení do obce zajišťovala železniční trať z Bellinzony do Mesocca, otevřená roku 1907. Pro malý zájem cestujících byla na trati v květnu 1972 ukončena osobní doprava a zcela zrušen úsek mezi Bellinzonou a stanicí Castione-Arbedo. V roce 1978 horní úsek trati poničila silná bouře a i nákladní doprava byla následně zcela zastavena. Na zbylém úseku Castione-Arbedo – Cama probíhal až do roku 2013 muzejní turistický provoz; od roku 2013 je trať zcela bez provozu a čeká na další osud.